# Toilettage mutuel
Le toilettage mutuel, appelé aussi toilettage social (en anglais allogrooming) est un comportement social des animaux, dans lequel un animal en toilette un autre. Beaucoup d'animaux se toilettent mutuellement par des léchages, des frottages ou des grattages. Ce type de comportement est très répandu parmi le règne animal, aussi bien chez des mammifères (dont des primates) que chez des oiseaux ou des insectes. Le toilettage peut s'accompagner d'un retrait de parasites ou avoir quelque autre effet physiologique ou sensoriel respectivement favorable à la santé ou agréable ; néanmoins, le toilettage mutuel a une fonction sociale rendue évidente par les cas où, par exemple, il y a épouillage sans qu'il y ait de pou à retirer.

## Définition
On parle de toilettage individuel ou autocentré quand un animal se toilette lui-même, et de toilettage mutuel (ou allogrooming en anglais) lorsqu'il toilette un autre animal, très généralement un congénère de sa propre espèce,.
L'animal utilise ses mains, sa bouche (son bec s'il s'agit d'un oiseau) ou d'autres parties de son corps pour toucher l'un de ses congénères. Il peut ainsi gratter, picorer, caresser, frotter (et chez certains animaux, lécher et grignoter) son congénère. Le toilettage mutuel est toujours dirigé vers la surface du corps, qu'il s'agisse d'une fourrure, d'un plumage ou d'une peau nue.

## Fonction sociale
Le toilettage mutuel est une forme de soin revêtant une fonction sociale parmi les espèces animales.

## Comportements de toilettage mutuel par espèce
Ce comportement est présent chez un grand nombre d'espèces, bien qu'il ait surtout été étudié chez les Primates.

### Chez les chevaux

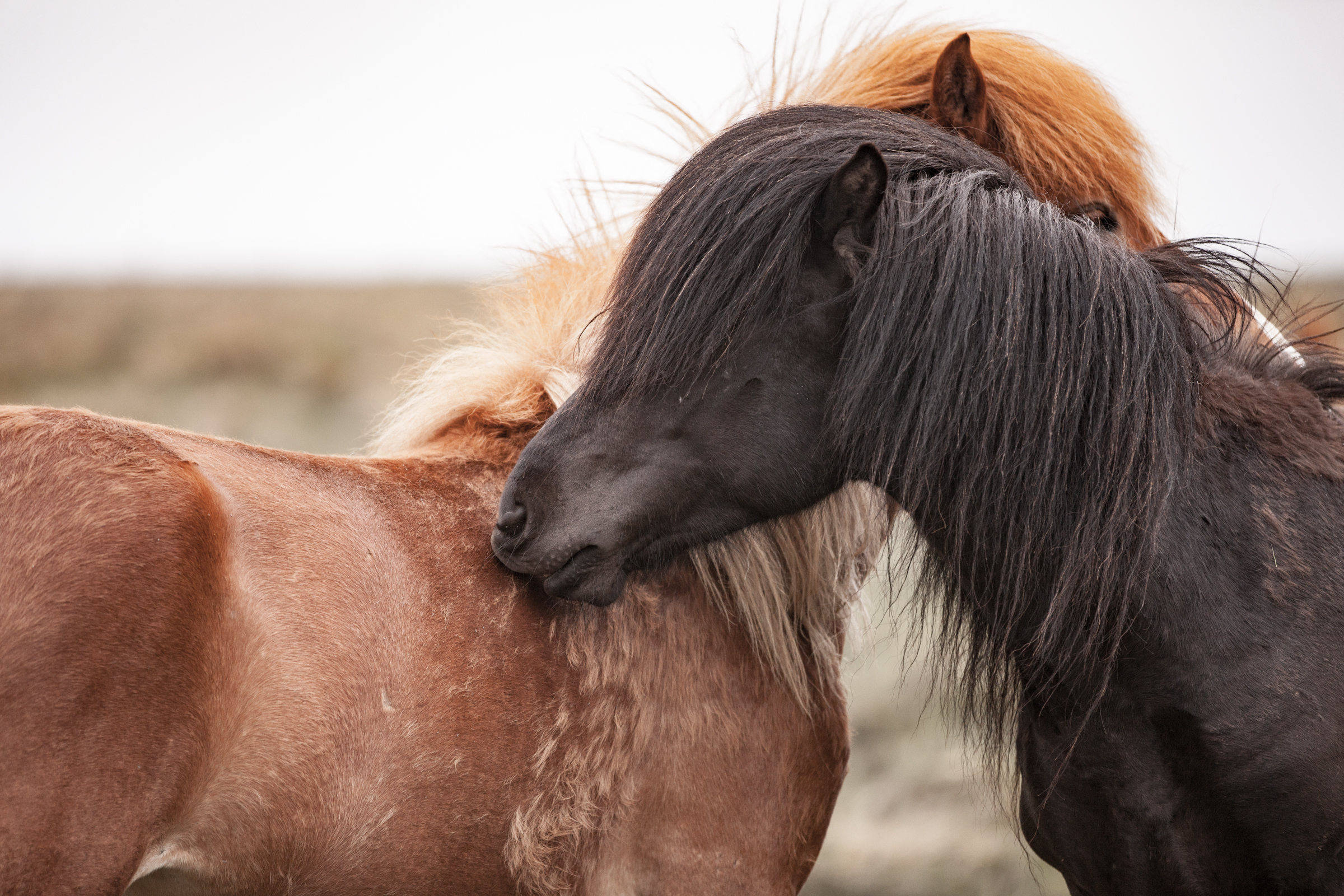
Deux chevaux islandais se toilettent mutuellement

Les comportements de toilettage mutuel entre chevaux permettent de renforcer les liens d'amitié et la cohésion du groupe social et de mettre en place des relations, chaque animal toilettant une partie du corps que l'autre ne peut pas atteindre.
Ce comportement s'observe surtout entre chevaux de même rang hiérarchique, particulièrement chez les juments. Il ne s'observe pas entre l'étalon et le poulain.
Chaque cheval a généralement de un à trois partenaires de toilettage mutuel.
Si les chevaux se connaissent déjà, ils entament leur toilettage mutuel sans préliminaire. En revanche, deux chevaux qui ne se connaissent pas débutent par une approche prudente avec reniflages mutuels et de légères bousculades. Ils adoptent typiquement une position dite « tête-bêche », qui permet aussi de chasser les insectes du corps de leur partenaire.